# Dhron
Die Dhron ist ein 36 km langer, orographisch rechter Nebenfluss der Mosel, der im rheinland-pfälzischen Landkreis Bernkastel-Wittlich verläuft. Der größte Zufluss ist die Kleine Dhron mit einer Länge von knapp 29 km, die unterhalb von Büdlicherbrück die Dhrontalsperre speist.
Die Dhron ist ein Gewässer II. Ordnung von der Mündung in Neumagen-Dhron bis zum Zufluss des Brühlbaches (Wahlholzbach) bei Hunolstein.

## Name
Die ersten schriftlichen Nennungen sind:
- Drahonum (Ende 4. Jh.)
- Drona (752)
- Troganus (802)
- Drogana (949)

Der Name ist eine n-Ableitung von der keltischen Wurzel *drogo- 'drehen, wälzen'.

## Geographie

### Verlauf
Die Dhron entspringt im Idarwald. In der Topographischen Karte 1:25.000 ist keine Quelle von ihr eingezeichnet; laut Wasserwirtschaftsverwaltung Rheinland-Pfalz ist ihr Quellfluss der Wetzelbach, der auf 543 m ü. NHN nordöstlich von Hinzerath entspringt. Von dort aus fließt der Bach in südwestliche Richtung durch Hinzerath. 

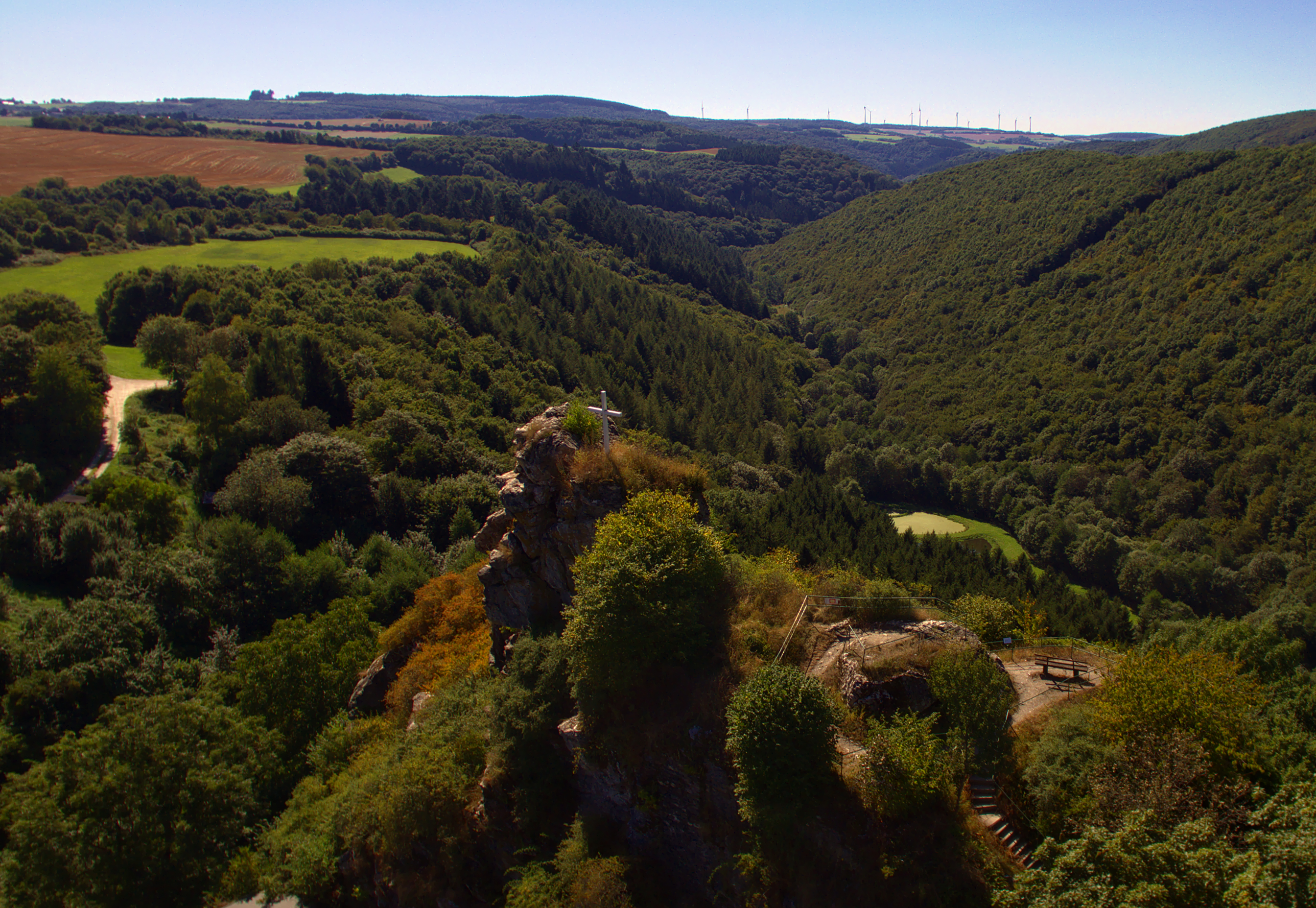
Quarzitfelsen der Burgruine Hunolstein und das Tal der Großen Dhron

In seinem weiteren Verlauf nimmt er von links zahlreiche kleinere, von den Höhen des Idarwaldes herabfließende Bäche auf. Nach dem Passieren von Hundheim wird der Flusslauf Dhron genannt und fließt am nördlichen Ortsrand von Bischofsdhron, wenig später an dem von Morbach vorbei.
Hinter Rapperath verengt sich das Tal zunehmend. Die Dhron schlängelt sich weiter in westliche Richtung. Am Fluss selbst liegen noch die Ortschaften Gräfendhron und Papiermühle, bevor er bei Dhron die Moselberge verlässt und rechtsseitig in die Mosel mündet.
Auf ihrem 36 km langen Weg durchläuft die Dhron einen Höhenintervall von 434 m, was einem mittleren Sohlgefälle von 12,1 ‰ entspricht. Dabei entwässert sie ein Gebiet von 319 km².